# Lew Wallace

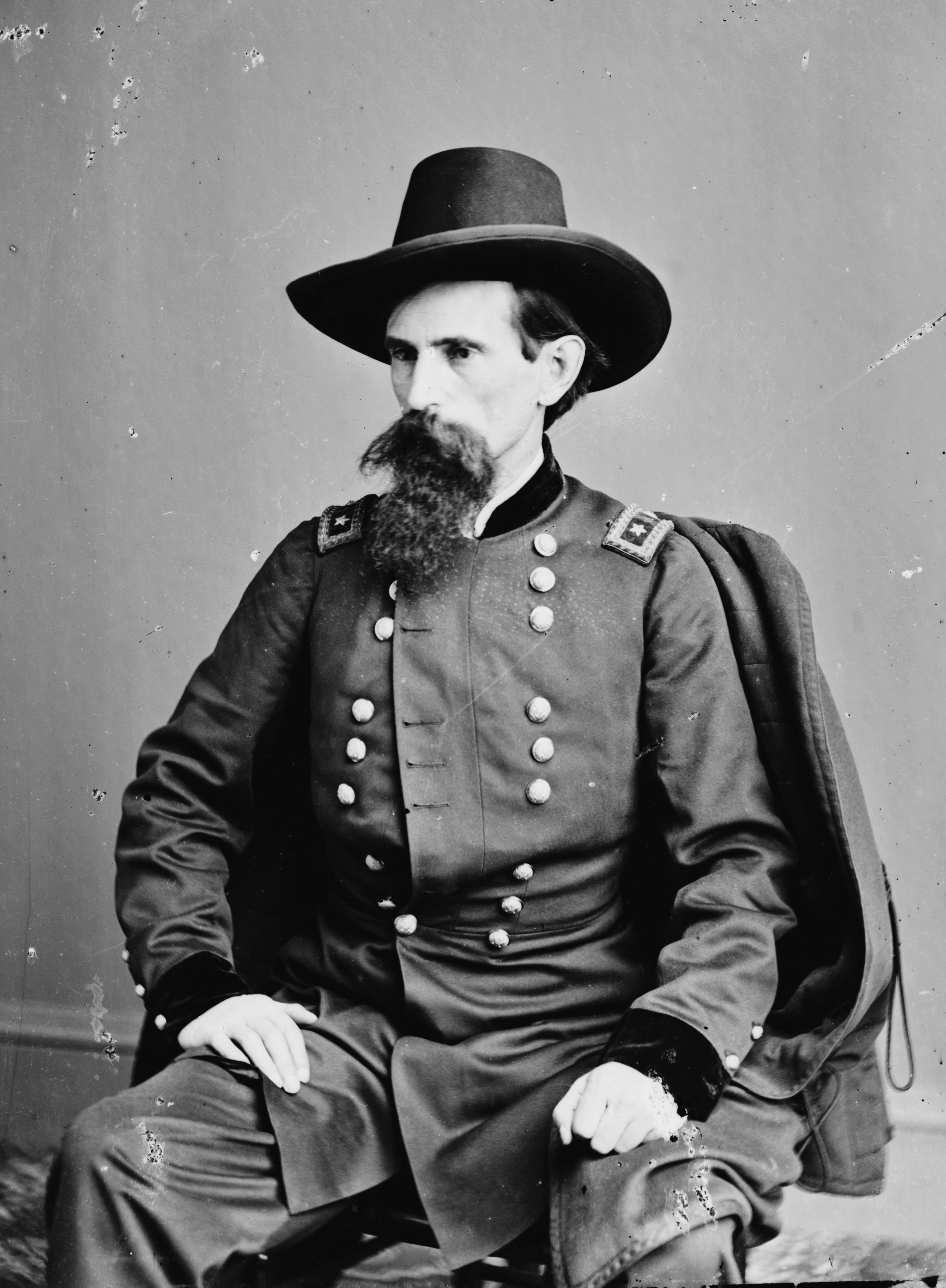
Generalmajor Lew Wallace

Lewis "Lew" Wallace, född 10 april 1827 i Brookville i Indiana, död 15 februari 1905 i Crawfordsville i Indiana, var en advokat som blev generalmajor och armékårchef i Nordstatsarmén under amerikanska inbördeskriget. Efter kriget var han guvernör i New Mexico-territoriet och amerikanskt sändebud i Istanbul. Idag är han mest känd som författare till romanen Ben Hur från 1880.

## Biografi
Lew Wallace hade varit krigsfrivillig underlöjtnant i det mexikansk-amerikanska kriget. När inbördeskriget bröt ut blev han generaladjutant i Indiana och sedan konstituerad till infanteriöverste. Han befordrades till brigadgeneral 1861 och generalmajor 1862, först som divisionschef och sedan 1864 som kårchef.
Efter kriget ledde han en amerikansk frivilligstyrka som kämpade mot Maximilian av Mexiko. Wallace var guvernör över New Mexico-territoriet 1878-1881 och minister till Osmanska riket 1881-1885.
Lew Wallace skrev romanen Ben Hur: en berättelse från Kristi tid (1880, svensk översättning 1927) som guvernör, samtidigt som han försökte bekämpa laglösheten i Lincoln County War.